# Château Haut-Batailley
 (janvier 2013).
Si vous disposez d'ouvrages ou d'articles de référence ou si vous connaissez des sites web de qualité traitant du thème abordé ici, merci de compléter l'article en donnant les références utiles à sa vérifiabilité et en les liant à la section « Notes et références ».
Le château Haut-Batailley est un domaine viticole de 22 hectares situé à Pauillac en Gironde. Situé en AOC pauillac, il est classé cinquième grand cru dans la classification officielle des vins de Bordeaux de 1855.

## Histoire du domaine

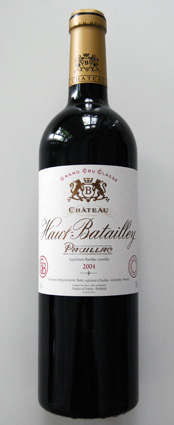
Château Haut-Batailley 2004

La tradition veut que le nom de « Batailley » vienne de la guerre de Cent Ans. C'est à cet endroit qu'aurait été livré le grand combat au terme duquel les Français rendirent impossible le retour des Anglais. La propriété a longtemps été dans le giron de la famille Saint-Martin, originaire de Pauillac. En 1818, Daniel Guestier, négociant et associé de Barton, achète le domaine. Il le conserve pendant une quarantaine d'années, faisant reconstruire le château et agrandissant le vignoble. Indivise à la mort de Monsieur Guestier, la propriété est mise en adjudication et achetée par un certain Constant Halphen. 
En 1929, Marcel et Francis Borie se portent acquéreur de Batailley. En 1941, Haut-Batailley naît du partage des biens entre ces deux frères. Marcel Borie, puis sa fille, Madame Émile Castéja, eurent le château Batailley et une part des vignobles. Monsieur Francis Borie, puis sa fille, Madame des Brest, obtinrent l'autre partie du vignoble et les bâtiments d'exploitation, chais et cuviers. Pour les différencier, on appela cette partie « Haut-Batailley ». Cette propriété ne possède par conséquent pas de château au sens architectural du terme. Par contre, on y trouve une curiosité : la Tour l'Aspic.
La tour l'Aspic est l’œuvre d'une demoiselle Avrous qui, du temps où il était de bon ton de construire des tours dans les vignobles, éprouvait pour la Sainte Vierge un amour sans bornes. Au nom de sa foi, elle fit construire une tour, surmontée d'une statue de la Vierge Marie foulant du pied la vipère de la colère. Le regard bienveillant de l'immaculée conception n'empêchera pas les vignes environnantes d'être détruites, comme les autres, par le phylloxéra. Le temps a passé et la tour l'Aspic demeure. Cette fameuse demoiselle Avrous ne limitera d'ailleurs pas ses bienfaits à ce monument, elle fera aussi construire une réplique exacte de la grotte de Lourdes. On dit même qu'elle échangeait des tonneaux de vin contre des tonneaux d'eau bénite.
En 2017, le domaine est racheté à la famille Borie par Jean-Charles Cazes.

## Vignoble
L'encépagement du domaine est constitué à 65 % de cabernet-sauvignon, 25 % de merlot, et 10 % de cabernet franc.

## Vins
Le vin est élevé durant 16 à 20 mois dans les barriques en chêne, partiellement neufs (30 à 40 % selon l'année).
Le second vin s'appelle « Verso ».